# X Giochi dei piccoli stati d'Europa
I X Giochi dei piccoli stati d'Europa si svolsero sull'isola di Malta dal 2 al 7 giugno 2003.

## I Giochi

### Paesi partecipanti
- Andorra
- Cipro
- Islanda
- Liechtenstein
- Lussemburgo
- Malta
- Monaco
- San Marino

### Sport
I Giochi maltesi coinvolsero discipline sportive nei seguenti 10 sport:
- Atletica leggera
- Judo
- Nuoto
- Pallacanestro
- Pallavolo
- Squash
- Tennistavolo
- Tennis
- Tiro
- Vela